# San Martín de los Andes
San Martín de los Andes es una ciudad, en el sudoeste de la provincia del Neuquén, Argentina, ubicada entre la Cordillera de los Andes y el valle neuquino, sobre la costa este del lago Lácar. Es la ciudad cabecera del departamento Lácar.
En el censo del 2022 se situó como la 6° ciudad más poblada de Neuquén, siendo además una de las ciudades de Argentina que más aumento porcentual de su población tuvo desde el censo pasado. Se accede desde el norte y el sur por la Ruta Nacional 40 y desde el oeste camino al paso Hua Hum con Chile por la Ruta Provincial 48. A 21,6 km de su casco céntrico se ubica el Aeropuerto Aviador Carlos Campos.
A lo largo de los años se consolidó como uno de los puntos turísticos más importantes de Argentina y de la región patagónica junto a San Carlos de Bariloche gracias a su centro de esquí Chapelco, recibiendo turismo tanto desde Argentina y Latinoamérica como del resto del mundo. El turismo y su población permanente tuvieron un crecimiento exponencial a mediados de la decada del 2010, lo que la transformó también en un destino de verano por su clima agradable y sus playas a orillas de los lagos que rodean a la ciudad.

## Historia

Un Embraer 190 de Austral Líneas Aéreas bajo las cenizas tras la erupción del volcán Puyehue en 2011

Para el transporte terrestre de rollizos se utilizaban bueyes

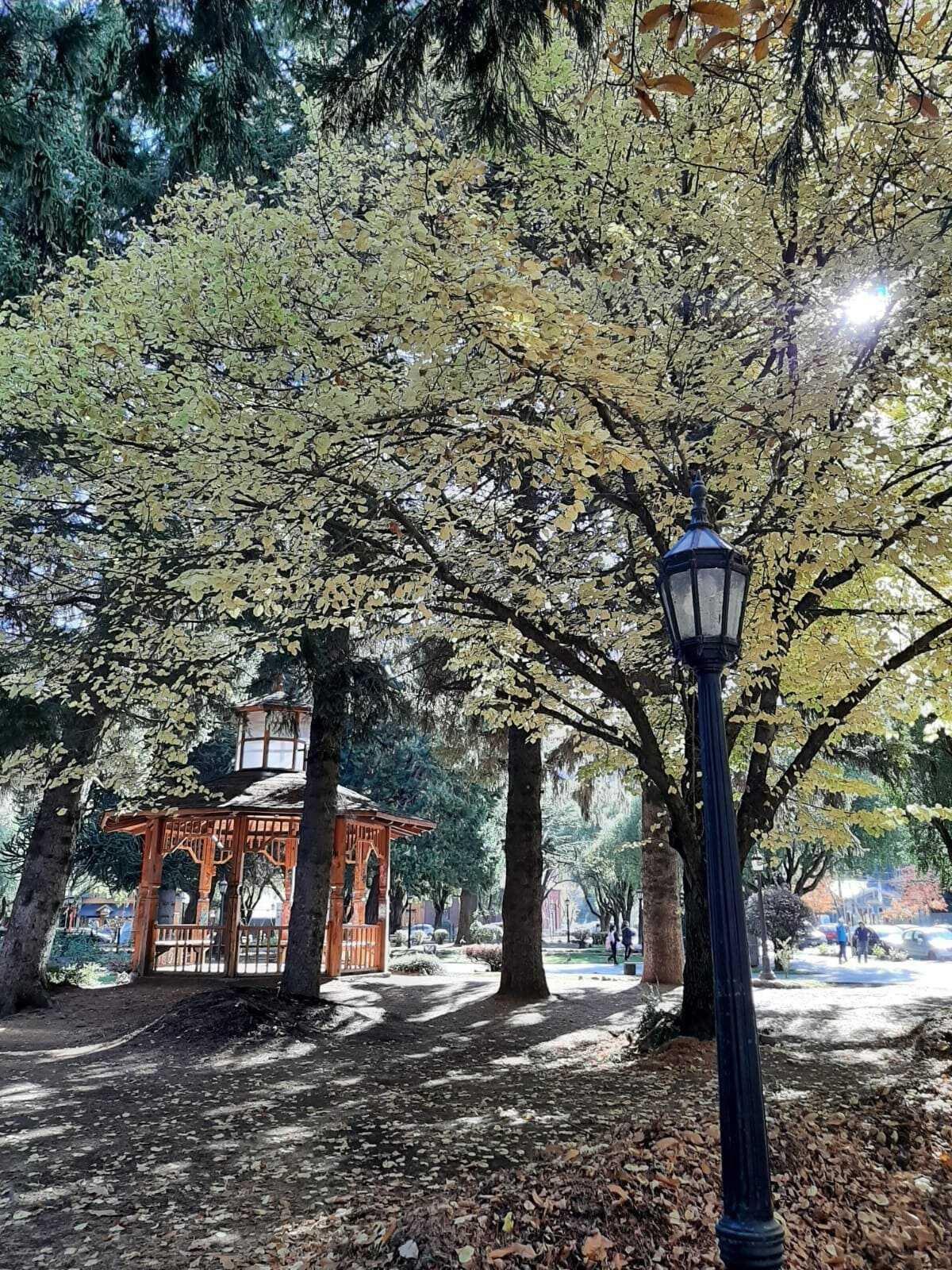
Glorieta ubicada en la plaza Sarmiento

Veinte años después de la denominada Conquista del Desierto, y en cumplimiento de instrucciones militares emanadas de la División de los Andes, comandada entonces por el general Rudecindo Roca —hermano de Julio Argentino—, se decide fundar un pueblo a 40 km al suroeste de Fuerte Junín, en la cabecera oriental del lago Lácar con el fin de sentar soberanía sobre la región. Es así como el 4 de febrero de 1898 el coronel Celestino Pérez, acatando las órdenes de este, fundó San Martín de los Andes, la última ciudad patagónica enmarcada en la campaña al desierto.

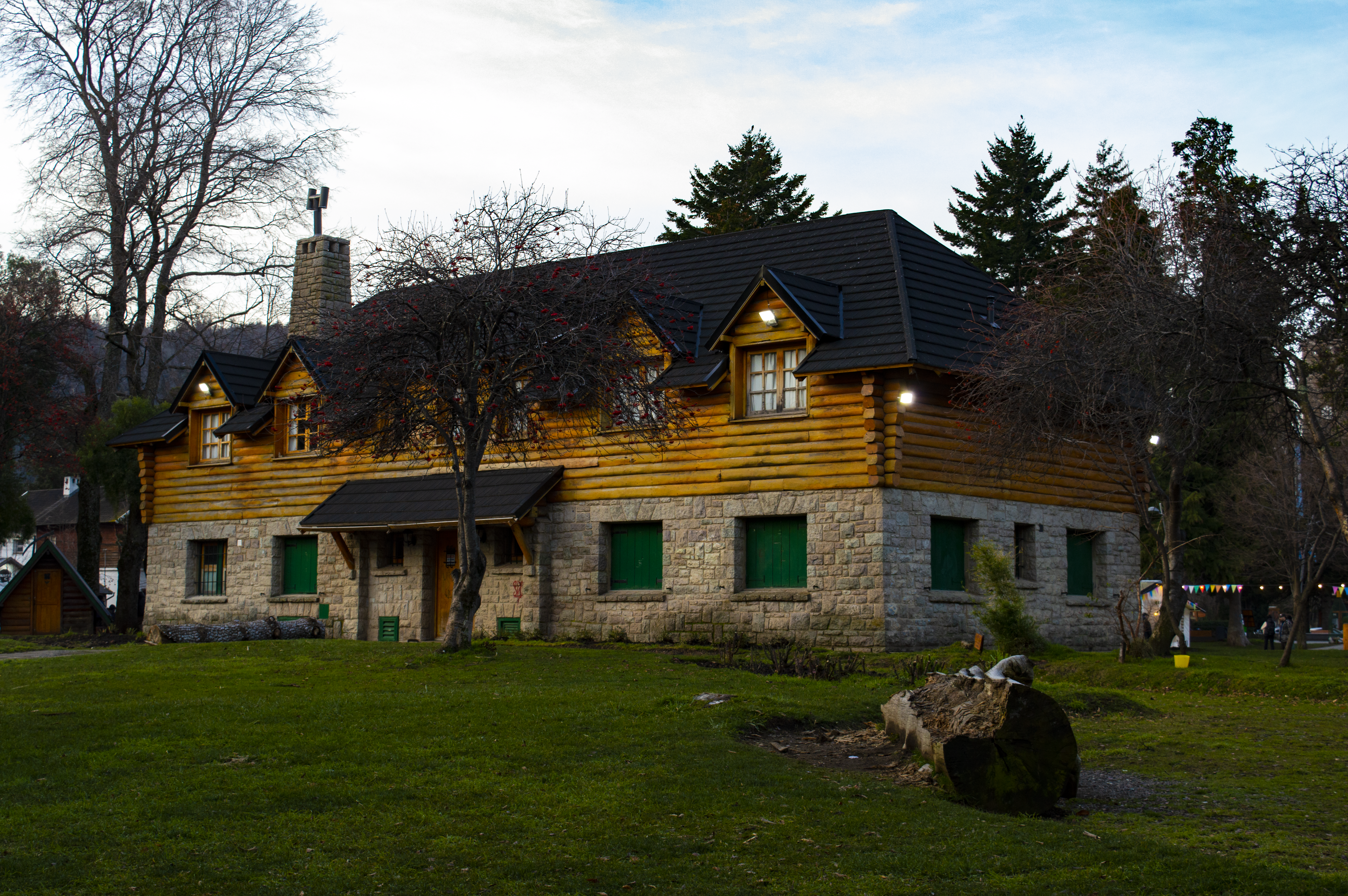
Ex dirección del parque nacional Lanín, el edificio es obra de Alejandro Bustillo (1937)

Esta región era parte del territorio habitado por la tribu mapuche Curruhuinca, que perteneciera al parlamento del cacique Valentín Sayhueque, pero a quien no apoyara en ocasión de ser este expulsado por las tropas de Conrado Villegas. La zona, disputada con Chile según se tenga en consideración la divisoria de aguas —el Lácar desagua al Pacífico— o la línea de altas cumbres, quedó definitivamente integrada a la Argentina en 1902, luego del laudo arbitral pronunciado por Eduardo VII, que en esta zona favoreció la tesis del Perito Moreno, para este caso por altas cumbres. Oficialmente, su fundador fue el coronel Rohde. No obstante, recientes investigaciones —sobre la base de documentos hallados por el ex-intendente Sergio Schroh— demuestran que la localidad fue fundada por el teniente coronel Celestino Pérez.

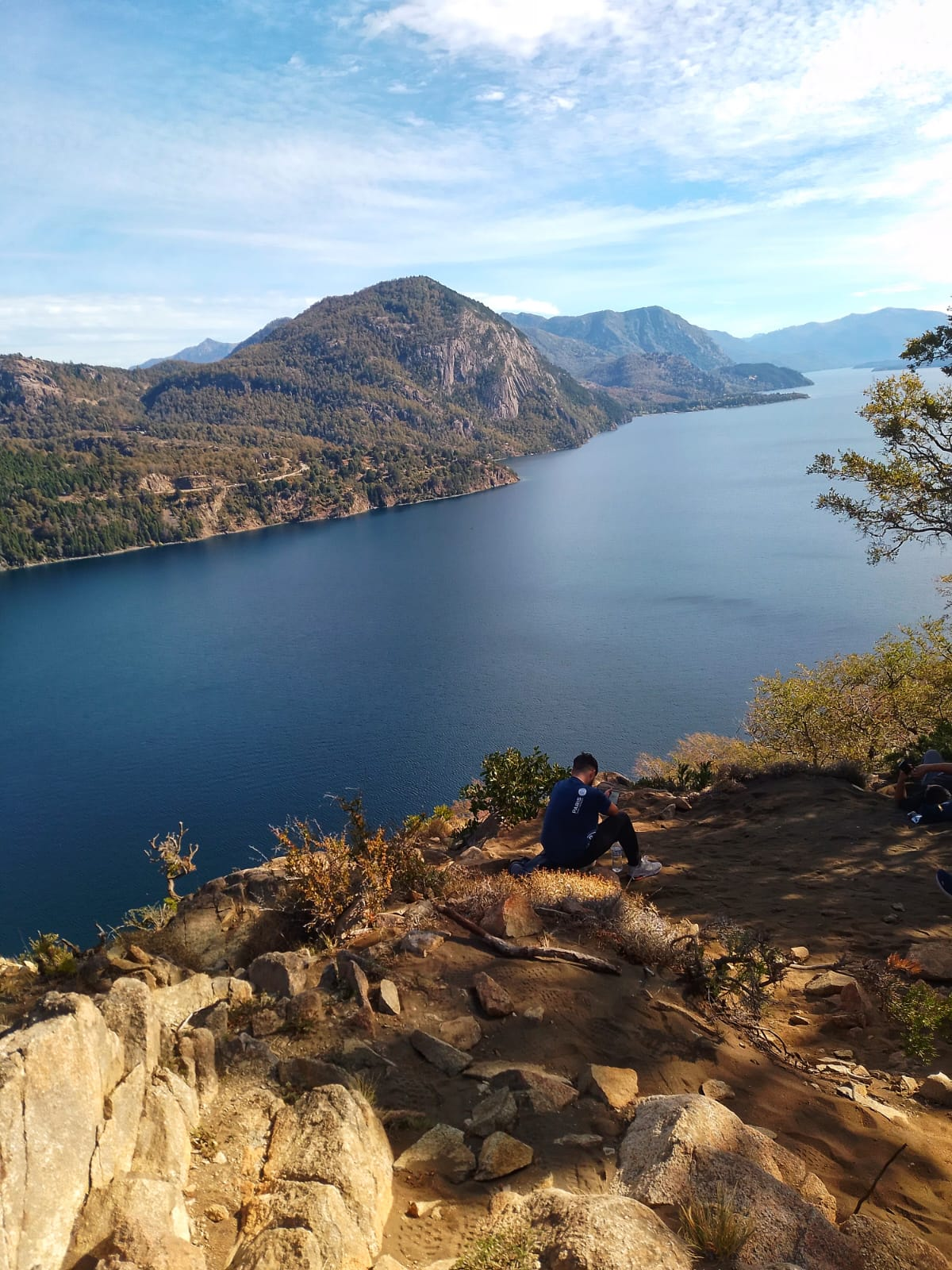
Lago Lácar visto desde Mirador Bandurrias, San Martín de los Andes.

Los primeros 30 años de San Martín de los Andes se vivieron al ritmo del Ejército: tuvo administración militar hasta 1907, lo que explica los nombres castrenses de sus calles. Por este mismo motivo los primeros civiles en habitar el pueblo fueron prestadores de servicios del Ejército y dependiendo de su nacionalidad cada quien ofrecía un servicio distinto. Los inmigrantes sirios libaneses establecieron los primeros comercios locales; los colonos holandeses desarrollaron grandes aserraderos, mientras que en el valle de la Vega, la agricultura y la ganadería eran desarrolladas por suizos, franceses, italianos, alemanes y otros europeos. La mayoría de los pioneros llegó a la zona vía Chile, debido a las malas condiciones de comunicación que existían con el resto de Argentina.
Su economía en este periodo dependía mayoritariamente de la explotación maderera extractiva en la parte cordillerana del pueblo y de la ganadería y la agricultura en la zona del Alto Valle, lo que se mantuvo como el ingreso monetario principal del lugar. El trigo era el fuerte de la zona del valle, donde se llegaron a instalar 15 molinos harineros, y en esta misma zona se fomentó en grande la ganadería, favorecida por ser un territorio de pasturas. Por el lado de la industria forestal, sobre la cuenca del lago Lácar habían más de 30 aserraderos, que trasladaban a la ciudad sus productos en enormes barcazas que atracaban en la playa.
En 1937 se fundó el parque nacional Lanín, el cual para la década de 1960 había restringido casi por completo la industria maderera, causando que el principal ingreso se vea anulado. A causa de esto hubo un cambio en el rumbo económico que se orientaba cada vez más hacia el turismo de invierno.
Con las inauguraciones del centro invernal Chapelco en 1973 y del hotel Sol de los Andes 1974, el turismo se convirtió en su principal recurso que. En 1983 con la instalación del sistema de telecabinas en 1983, lo convirtió en uno de los mejores centros de esquí de Sudamérica y sede frecuente de competencias internacionales de esquí y snowboard.
El 7 de julio de 2010 la entonces intendente Luz María Sapag falleció en un accidente automovilístico cerca de la ciudad.
El 4 de junio de 2011 el complejo volcánico Puyehue-Cordón Caulle, Chile, ubicado aproximadamente a 80 km de la ciudad, entró en erupción y, en cuestión de horas, la ciudad completa quedó completamente cubiertas por casi 30 cm de ceniza volcánica. Por la fecha en la que ocurrió la erupción, la temporada invernal tanto de San Martín de Los Andes como de Villa La Angostura y Bariloche quedó prácticamente anulada y factores clave como la ocupación hotelera, vuelos hacia la ciudad y, en resumen, todo el ingreso monetario esperado se diluyó, lo que supuso un golpe fuerte a la economía del lugar.
El 3 de marzo de 2015 el pueblo volvió a sufrir las consecuencias de una erupción volcánica en Chile, esta vez provocado por el volcán Calbuco ubicado aproximadamente a 170 km, con los mismos efectos provocados en el 2011 pero sin un impacto económico tan grave.
Para 2020, la billetera digital Lemon Cash tiene su origen en esta localidad.

## Gentilicio
Mucho se ha discutido sobre la correcta denominación para referirse a la persona oriunda de esta localidad, dado que se utilizan las palabras sanmartinense y sanmartiniano. Mayormente se utiliza la denominación sanmartinense. En menor medida se utiliza la designación sanmartiniano, que en el consenso popular regional, se refiere a alguien de San Martín... (San Martín de los Andes). Pero esto podría llevar a confusiones porque, además de este gentilicio, sanmartiniano es también un adjetivo, cuyo significado según el Diccionario de la Real Academia Española es el de perteneciente o relativo a la personalidad o a la obra del general argentino José de San Martín.

## Geografía

### Parque Nacional Lanín
Fundado en 1937, resguarda y protege una importante porción de bosque andinopatagónico con sectores de Estepa Patagónica y Altos Andes. Posee 412.000 hectáreas de superficie lo que lo torna en el tercer parque nacional más grande de Argentina. Dentro de él se ubica el volcán Lanín. Desde el año 2000, la APN estableció una política de comanejo con comunidades mapuches preestablecidas de la zona y se les cedió más de 10.500 hectáreas mediante la Ley 26.725.
Es hogar de 770 especies de flora, de las cuales 72 son exclusivas, como los coihue, raulí, roble pellín y ñire. Posee además 165 especies de fauna autóctonas, como el monito de monte y el pudú.

### Clima
Las fuertes diferencias geográficas entre la estepa patagónica y la cordillera de los Andes son la causa de estas fuertes diferencias climáticas de este a oeste que determinan el bosque hacia el oeste y la estepa hacia el este. Mientras que el clima de la cordillera es frío húmedo, moderado por la influencia del océano Pacífico, el de la estepa patagónica es frío seco, con temperaturas de hasta -15 °C en invierno. 

En verano los días son cálidos, muy soleados y con noches frescas con temperaturas oscilantes durante el día entre los 9 y 34 °C y escasos vientos y días de lluvias. Por su latitud, la luz diurna se prolonga en verano hasta cerca de las 22:00 horas. En otoño los días son frescos-templados con noches frías; la temperatura durante el día oscila entre los 4 y 13 °C. En esta temporada se presenta la mayor cantidad de lluvias, de poca intensidad generalmente durante las noches y en determinadas condiciones en forma de nieve. En invierno los días son fríos con precipitaciones de nieve en las montañas y en la ciudad. Las temperaturas durante el día oscilan entre −5 °C y 10 °C. En primavera continúan los días frescos y noches frías, los días comienzan a alargarse y paulatinamente las temperaturas se elevan para llegar hacia fines de la temporada a registros de entre 7 y 20 °C durante el día.
| Parámetros climáticos promedio de San Martín de los Andes (1993–2004) | Parámetros climáticos promedio de San Martín de los Andes (1993–2004) | Parámetros climáticos promedio de San Martín de los Andes (1993–2004) | Parámetros climáticos promedio de San Martín de los Andes (1993–2004) | Parámetros climáticos promedio de San Martín de los Andes (1993–2004) | Parámetros climáticos promedio de San Martín de los Andes (1993–2004) | Parámetros climáticos promedio de San Martín de los Andes (1993–2004) | Parámetros climáticos promedio de San Martín de los Andes (1993–2004) | Parámetros climáticos promedio de San Martín de los Andes (1993–2004) | Parámetros climáticos promedio de San Martín de los Andes (1993–2004) | Parámetros climáticos promedio de San Martín de los Andes (1993–2004) | Parámetros climáticos promedio de San Martín de los Andes (1993–2004) | Parámetros climáticos promedio de San Martín de los Andes (1993–2004) | Parámetros climáticos promedio de San Martín de los Andes (1993–2004) |
| Mes                                                                   | Ene.                                                                  | Feb.                                                                  | Mar.                                                                  | Abr.                                                                  | May.                                                                  | Jun.                                                                  | Jul.                                                                  | Ago.                                                                  | Sep.                                                                  | Oct.                                                                  | Nov.                                                                  | Dic.                                                                  | Anual                                                                 |
| --------------------------------------------------------------------- | --------------------------------------------------------------------- | --------------------------------------------------------------------- | --------------------------------------------------------------------- | --------------------------------------------------------------------- | --------------------------------------------------------------------- | --------------------------------------------------------------------- | --------------------------------------------------------------------- | --------------------------------------------------------------------- | --------------------------------------------------------------------- | --------------------------------------------------------------------- | --------------------------------------------------------------------- | --------------------------------------------------------------------- | --------------------------------------------------------------------- |
| Temp. máx. abs. (°C)                                                  | 38.0                                                                  | 34.7                                                                  | 36.9                                                                  | 26.6                                                                  | 22.1                                                                  | 16.7                                                                  | 16.3                                                                  | 21.3                                                                  | 24.7                                                                  | 28.4                                                                  | 30.8                                                                  | 33.5                                                                  | 38.0                                                                  |
| Temp. máx. media (°C)                                                 | 21.9                                                                  | 19.9                                                                  | 19.5                                                                  | 15.1                                                                  | 12.1                                                                  | 9.4                                                                   | 9.6                                                                   | 9.4                                                                   | 11.8                                                                  | 14.5                                                                  | 17.7                                                                  | 20.4                                                                  | 15.1                                                                  |
| Temp. media (°C)                                                      | 17.1                                                                  | 15.5                                                                  | 13.8                                                                  | 10.3                                                                  | 7.6                                                                   | 4.5                                                                   | 4.9                                                                   | 5.5                                                                   | 7.7                                                                   | 10.2                                                                  | 12.8                                                                  | 15.5                                                                  | 10.4                                                                  |
| Temp. mín. media (°C)                                                 | 11.8                                                                  | 10.1                                                                  | 8.8                                                                   | 6.1                                                                   | 3.1                                                                   | 0.0                                                                   | 0.4                                                                   | 1.9                                                                   | 3.4                                                                   | 5.0                                                                   | 7.4                                                                   | 10.0                                                                  | 5.6                                                                   |
| Temp. mín. abs. (°C)                                                  | 3.1                                                                   | 0.1                                                                   | -0.4                                                                  | -3.5                                                                  | -4.5                                                                  | -7.1                                                                  | -6.1                                                                  | -4.8                                                                  | -3.6                                                                  | -1.3                                                                  | 0.2                                                                   | -0.2                                                                  | -7.1                                                                  |
| Precipitación total (mm)                                              | 24.8                                                                  | 26.7                                                                  | 51.7                                                                  | 65.9                                                                  | 114.8                                                                 | 262.1                                                                 | 137.8                                                                 | 91.9                                                                  | 86.8                                                                  | 85.4                                                                  | 50.6                                                                  | 21.1                                                                  | 1019.4                                                                |
| Días de precipitaciones (≥ 1 mm)                                      | 4.9                                                                   | 4.3                                                                   | 8.0                                                                   | 8.8                                                                   | 14.0                                                                  | 16.9                                                                  | 13.6                                                                  | 8.9                                                                   | 12.0                                                                  | 9.4                                                                   | 6.9                                                                   | 4.5                                                                   | 112.0                                                                 |
| Fuente: Instituto Nacional de Tecnología Agropecuaria                 |                                                                       |                                                                       |                                                                       |                                                                       |                                                                       |                                                                       |                                                                       |                                                                       |                                                                       |                                                                       |                                                                       |                                                                       |                                                                       |

### Población

Ramos Generales Chidiak. Uno de los primeros negocios de la ciudad. Sus dueños eran de orígen sirio-libanés.

Según el censo 2022 se conoció una población dentro del municipio de 37.352 habitantes, 15.463 viviendas y un aumento porcentual de la población del 33,6%. Esto la situó como el sexto municipio más poblado de la provincia y uno de los municipios de Argentina con un mayor aumento porcentual de su población respecto al censo del 2010.  
San Martín de los Andes históricamente es un destino de inmigración de gente que proviene de las grandes ciudades, mayormente de Neuquén, Buenos Aires, Córdoba, Rosario y demás. Los primeros habitántes consistían en personal militar encargado de sentar la soberanía argentina del lugar y pobladores mapuches preexistentes de la zona. Las primeras llegadas de inmigrantes europeos hacia el pueblo se dieron en los años 1900. Setenta años después, y con el auge del turismo, la población del lugar aumentó principalmente a causa de personas que habían estado vacionando en el lugar y la naturaleza de este las dislumbró. Dicha tendencia se mantiene hasta día de hoy.
Entre octubre de 2020 y 2021 se alcanzó un pico de crecimiento demográfico histórico cuando se registraron alrededor de 4.000 cambios de domicilo desde otras ciudades del país hacia San Martín de Los Andes en el contexto de la pandemia del COVID-19. Esto al corto plazo se tradujo en una falta de vacantes en los colegios secundarios técnicos. Para palear esta situación se iniciaron una serie de gestiones para sumar casi 30 hectáreas de desarrollos urbanísticos. En 2025 a causa de la falta de inversiones sostenidas, el crecimiento demográfico, el desarrollo turístico y el aumento del valor del suelo urbano se declaró una emergencia habitacional.
| Gráfica de evolución demográfica de San Martín de los Andes entre 1991 y 2022 |
|                                                                               |
| Fuente: censos nacionales del INDEC                                           |

## Transporte

### Terrestre
La ciudad está provista por servicios de omnibus urbano e interurbanos. La empresa que opera es Expreso Los Andes ofreciendo recorridos hacia los barrios de la ciudad (incluído el Aeropuerto Chapelco) y, en temporada de invierno, ofreciendo traslados hacia el cerro Chapelco. Además de ofrecer recorridos urbanos, tiene un servicio hacia el vecino pueblo de Junín de los Andes. Desde el 2024 la ciudad cuenta con un boleto estudiantil gratuíto.
Operan desde la terminal de omnibuses distintas empresas de traslado interurbano como Vía Bariloche, Flecha Bus, Chevallier y Albus hacia distintos puntos del país como Retiro (Buenos Aires), Rosario, Córdoba, Bariloche, Neuquén, etc. También trabajan empresas chilenas que hacen viajes hacia Pucón, Temuco, Villarrica y Valdivia. 
Dentro de la ciudad opera la empresa de taxis Gran Chapelco. Para 2024 en la ciudad funcionan aplicaciones de transporte como Uber, DiDi o Cabify.

### Aéreo
En 1981 con el turismo en auge, se inauguró en la ciudad el Aeropuerto Aviador Carlos Campos, también conocido como Aeropuerto Chapelco, siendo Aerolíneas Argentinas su principal aerolínea. Desde su inauguración, y si no se cuentan datos tomados durante la pandemia global del COVID-19, su tráfico aéreo, cantidad de destinos y flujo de pasajeros sólo ha aumentado, consolidandose como una de las terminales aéreas más importantes de la Patagonia, con servicio provisto por Aerolíneas Argentinas, FlyBondi y JetSMART.
Tras la pandemia del 2020, los números de pasajeros que llegaban al aeropuerto volvieron a crecer. En 2024 se registraron las mayores cifras históricas, con 318.166 pasajeros transportados.

### Maritimo

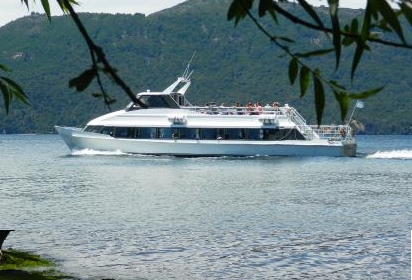
Una típica embarcación haciendo una ruta en el lago Lácar

Desde el muelle en la costanera del lago Lácar se ofrece un servicio de transporte y excursiones por agua con recorridos hacia la playa de Quila Quina (6,5 km), la isla Santa Teresita (19,3 km) y Chachín (26,7 km). Se realizan por este medio también traslados hacia Puerto Fuy, Chile. 

## Infraestructura

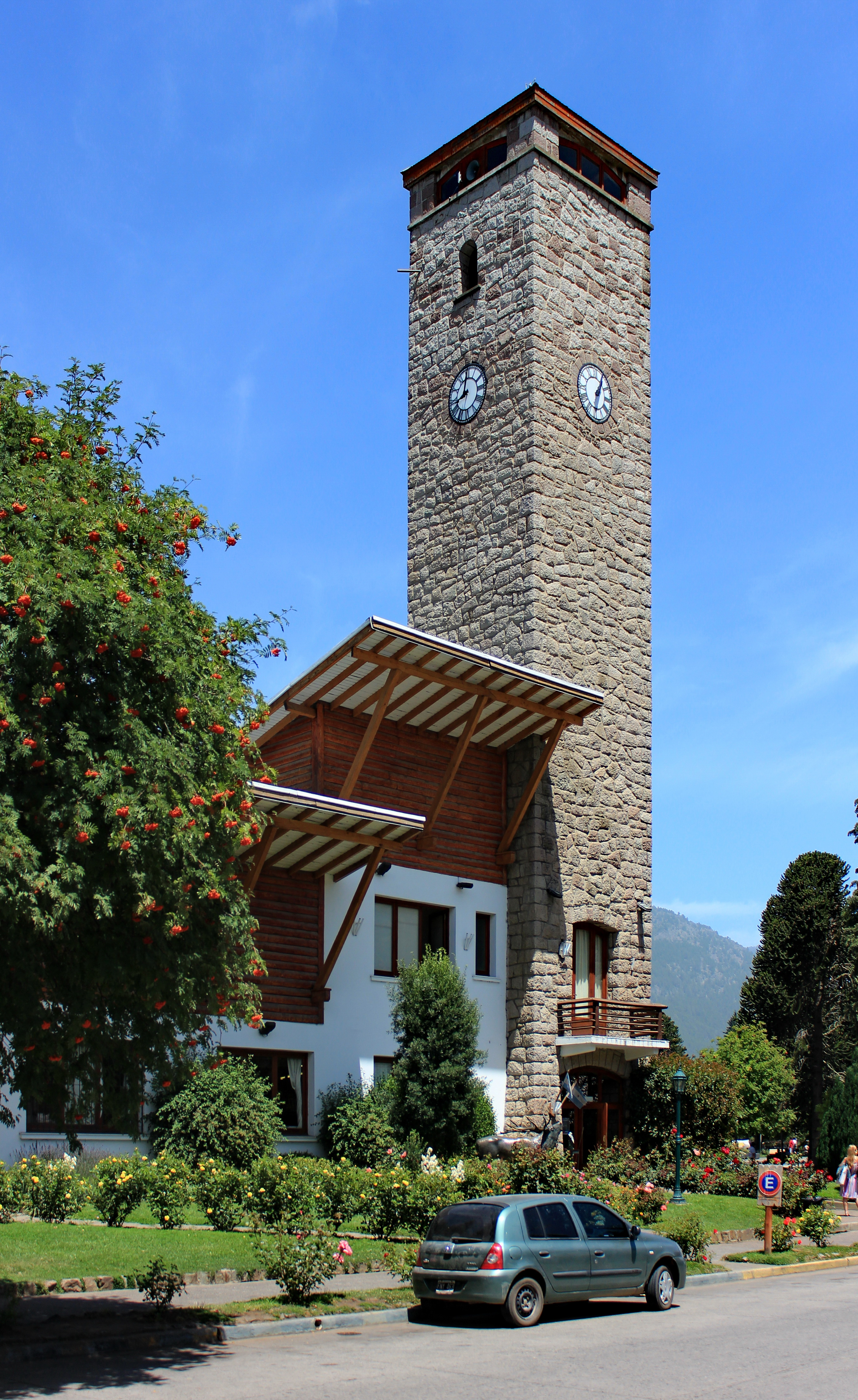
Municipalidad de San Martín de los Andes

La ciudad tiene una particular arquitectura, por un lado por su influencia alpina en sus fachadas en los primeros edificios construídos, y por el otro lado ya que distintas ordenanzas municipales regulan la altura y fachadas de las construcciones.
Se distinguen tres períodos: primeros pobladores, de Parques Nacionales y el actual. El de los primeros pobladores se destacan construcciones con techos de chapa y paredes de madera, así como también construcciones de ladrillos como la tienda de ramos generales Chidiak, el museo Primeros Pobladores, la casa de té Arrayán y el Hotél Lácar. Luego con la creación del parque nacional, el arquitecto Alejandro Bustillo utilizó y recomendó que las fachadas de las construcciones estuvieran cubiertas por piedras que se encontraban disponibles por las voladuras producto de las explosiones realizadas para la construcción de caminos. Además los techos eran a dos aguas y las paredes tenían una cobertura de madera para condecir con el clima y las precipitaciones de la zona. Tras la creación del parque nacional y la falta de madera para edificios del estilo arquitectural tradicional, se hizo una transición hacia un modelo con materiales más modernos.

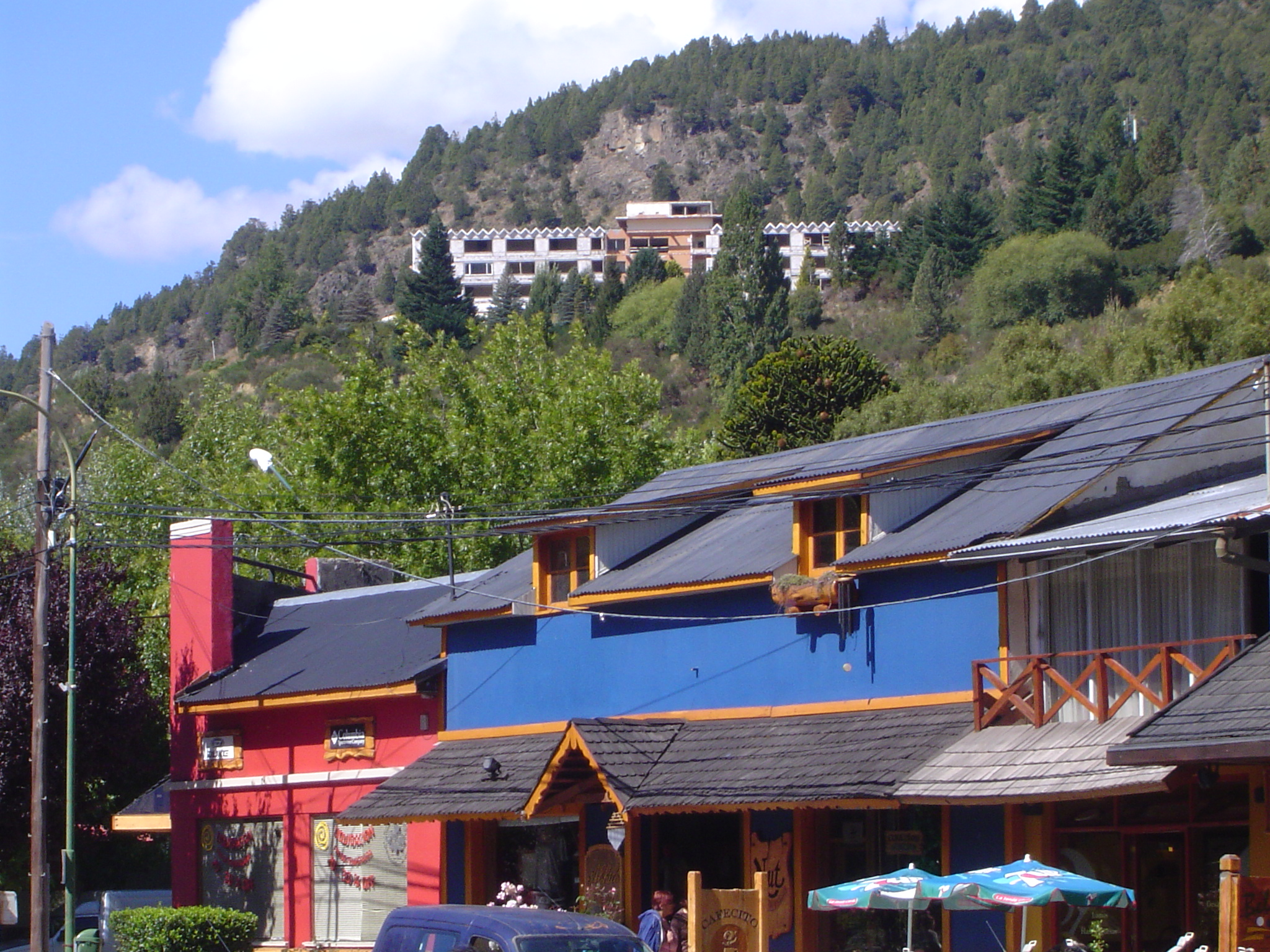
Vista del ex Hotel del Sol.

En la década de 1970 se construyó en la zona del mirador Arrayanes el hotel Sol de los Andes que, pese a ser un principal impulso a la economía turística del lugar, no respetó la tendencia ya que tenía techos planos, inadecuados para una zona con nevadas frecuentes. No contaba tampoco con un frente en madera y la construcción era visible desde casi toda la ciudad. Esto generó una conciencia poblacional sobre lo que podía ocurrir a futuro con las construcciones en la ciudad, y generó toda una serie de normas y ordenanzas que especificaban la altura y fachadas a construir. Para este momento la altura máxima permitida para la construcción era de 18 metros. Para esta época ya se habían construído el Banco Nación y la Secretaría de Turismo.

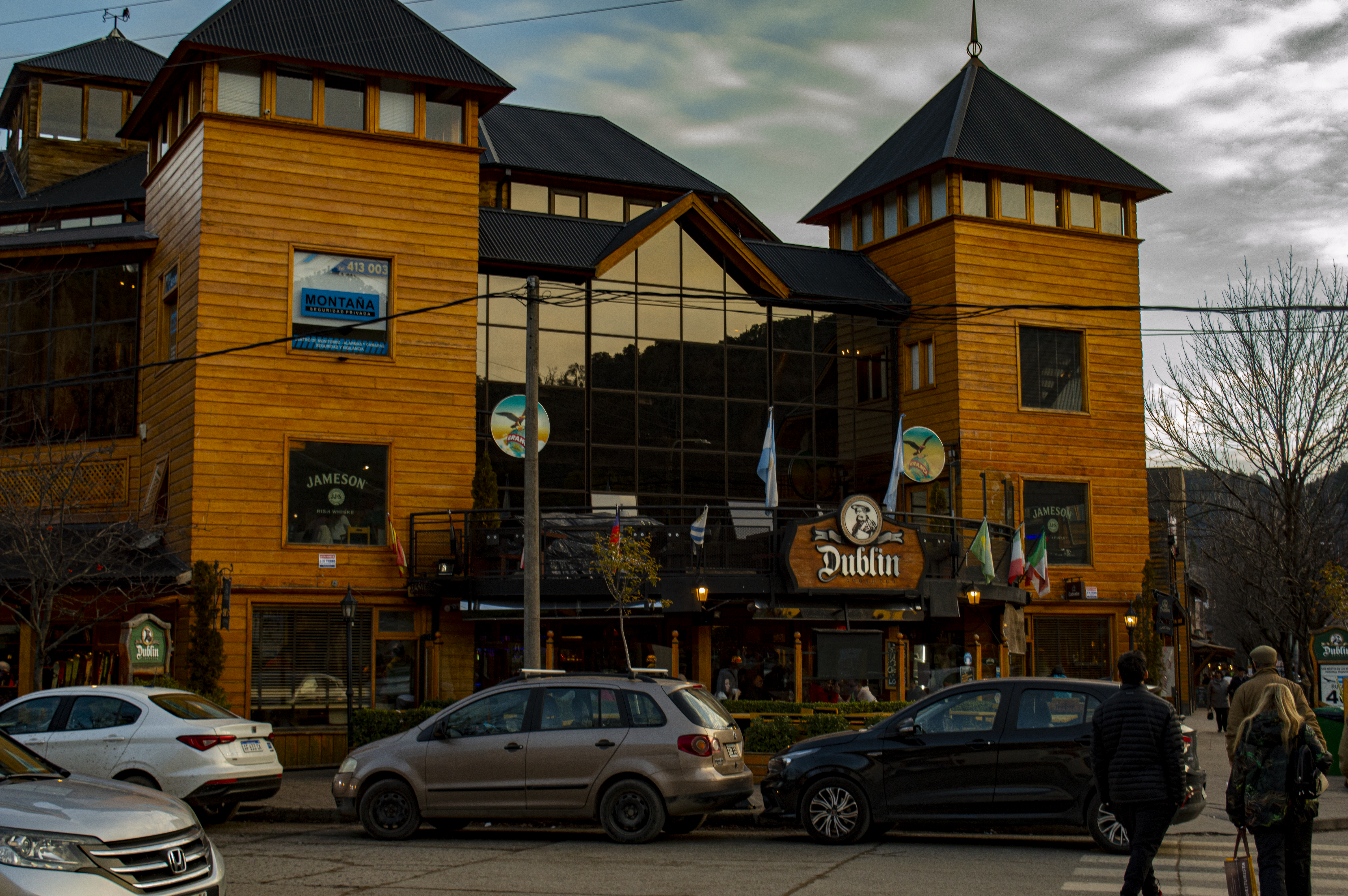
Dublin Pub San Martín de los Andes

Tras el retorno de la democracia y una amplia inmigración hacia el pueblo, la especulación inmobiliaria y el alto valor de la tierra, especialmente en el área centro, hacen que se construyan edificios en altura. Para 1993 la población se había triplicado respecto a 1986 y surgen problemas ambientales, sociales y urbanísticos. Dentro de los ambientales radicaba la falta de capacidad de la planta de tratamiento de líquidos cloacales existente en esa época y entre los sociales y ambientales, la falta de viviendas y espacios destinados a la construcción de nuevos barrios, falta de agua, servicios, establecimientos educacionales, etc. Tras estas problemáticas se firmó la Ordenanza 2210/96 regulando, entre otras, las altura máxima de construcción en todo el ejido municipal.
Mediante el código de edificación se busca a través de sus regulaciones, mantener el estilo arquitectónico característico de la región (uso de madera o piedra en las fachadas,cubiertas inclinadas) a la vez que otras normativas municipales limitan los usos del suelo y la superficie ocupable del mismo. El fin último de estos condicionamientos urbanísticos es mantener la arquitectura de la ciudad en armonía con el entorno natural que la rodea, a la vez de resguardar su escala acotada para una mejor calidad de vida de los habitantes.
En 2022 quedó inaugurado el Hospital Dr. Ramón Carrillo con una superficie de 11.320 m² y servicios de guardia, sala de esterilización, consultorios externos, sector de laboratorios y diagnóstico por imágenes, 4 quirófanos, 2 salas de parto, cunas para internación en Neonatología, camas para el Hospital de Día, camas de terapia intensiva y de internación en el área Materno-Infantil, y 28 en el sector de adultos.

## Economía

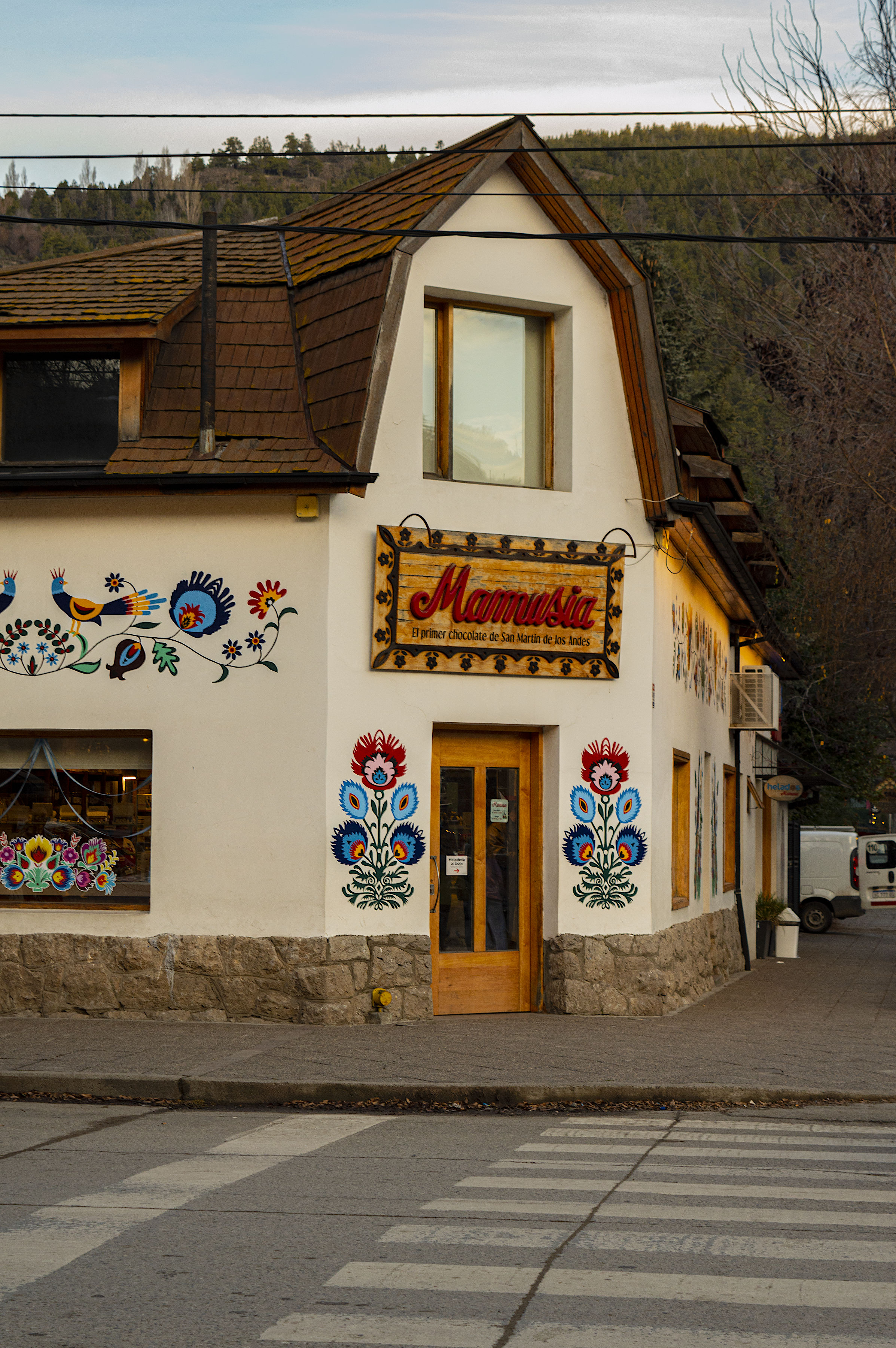
Mamusia: la primera chocolatería de San Martín de los Andes.

### Industria forestal
Pese a que en sus comienzos la industria forestal se traducía como su principal ingreso monetario, la creación del parque nacional Lanín redujo en gran medida su dependencia de este negocio. Si bien todavía siguen existiendo algunos aserraderos a orillas del lago Lacar como el ubicado en Quechuquina, estos producen únicamente para la población de la ciudad.

### Turismo
Su comercio es surtido con oferta en prendas especializadas, pesca de especies de la zona como las truchas arcoíris y dorada y la perca, artesanías en madera de influencia mapuche y chocolates y helados, destacando la heladería Mamusia.
Cuenta con una amplia gastronomía con varios restaurantes y abundante oferta hotelera, sumando más de 138.787 camas.

#### Turismo invernal

La base del centro de esquí Chapelco en plena temporada invernal

San Martín es el centro de esquí más importante de la provincia del Neuquén. Con el desarrollo del cerro Chapelco en la década de los años 1970 se produjo un expansión explosiva, de la población junto con el desarrollo edilicio que la lleva hoy a contar con todo tipo de servicios turísticos. En 2023 se inauguró el centro de esquí Lago Hermoso a 35 km de la ciudad.
En ambos centros de esquí se ofrecen una amplia variedad de actividades de nieve. Primordialmente se practica snowboard y esquí, aunque también se ofrecen recorridos por los bosques, caminata con raquetas, travesías en motos de nieve, etc.

#### Turismo de verano
El clima veraniego favorable de la zona hizo que desde la década de 2010 el turismo en esta época creciera de gran forma al ser más accesible que el de invierno. La actividad principal en esta época se basa en los recorridos de las playas ubicadas sobre los lagos de la zona como el Lácar, Machónico, Lolog, Falkner, Villarino, etc. Entre las actividades que se pueden realizar en esta época destacan el rafting, el canopy y el trekking.

### Eventos deportivos
Al márgen de los eventos deportivos desarrollados en base al turismo invernal, se han desarrollado a partir de los años 2000 distintos eventos principalmente de triatlones, carreras de ciclismo y trekking, destacando el Patagonia Run, el Tetra, el Gran Fondo de los 7 Lagos, el ADN Trail, el Cruce, el Lago Hermoso MTB Race, etc. La gran mayoría de estos con alta participación de extranjeros de todo el mundo por la exigencia de los recorridos. El centro de esquí Chapelco ha sido sede del FIS Snowboard World Cup en la edición 2008-09 y 2009-10.

## Educación
La ciudad cuenta con la presencia de la Universidad Nacional del Comahue. Por otro lado también se encuentran una extensión áulica de la Universidad Tecnológica Nacional, un Centro de Apoyo Universitario de la Universidad Siglo XXI y sedes de la Universidad Nacional Tres de Febrero y la Universidad Blas Pascal.
A nivel secundario cuenta con las siguientes escuelas:
- C.P.E.M. N° 57
- C.P.E.M. N° 28
- C.P.E.M. N° 13
- E.P.E.T. N° 21 (Escuela técnica)
- E.P.E.T. N° 12 (Escuela técnica)

Por el lado primario cuenta con los siguientes colegios:
- Escuela N° 5
- Escuela N° 274
- Escuela N° 313
- Escuela N° 86
- Escuela N°352
- Escuela N° 188
- Escuela N° 179
- Escuela Fuente Serena

Además cuenta con 3 escuelas que mezclan nivel secundario con primario, todas de caracter privado.
- Escuela FASTA
- Colegio San Pablo
- Escuela del Sol

## Deportes
El club de fútbol que más destaca de San Martín de los Andes es el Club Lácar que disputa la Liga Barilochense de Fútbol. Ostenta ser el único club de fútbol de la ciudad en haber jugado un torneo oficial de AFA, cuando clasificó al Torneo Argentino C 2018. Además del Lácar destacan otros esquipos como Cumbres, Real Maipú, Embajadores de los Andes, Comunicaciones, etc.
Dentro del ámbito del básquet destacan el Club Lácar y Zorros, este último siendo el más destacado, participando varias veces de La Liga Federal. 
En el rugby están Cumbres, Bandurrias y San Martín, siendo recurrentes participantes de la URLS.

## Guarnición
| Unidad del Cu Ej San Martín de los Andes                                         | Abreviatura |
| -------------------------------------------------------------------------------- | ----------- |
| Regimiento de Caballería de Exploración de Montaña 4 «Coraceros General Lavalle» | RC Expl M 4 |

## Hermanamientos
San Martín de los Andes posee tres convenios de hermanamiento.
- Rocca di Cambio, Italia[25]
- Steamboat Springs, Colorado, Estados Unidos[26]
- Pucón, Araucanía, Chile

## Parroquias de la Iglesia católica en San Martín de los Andes

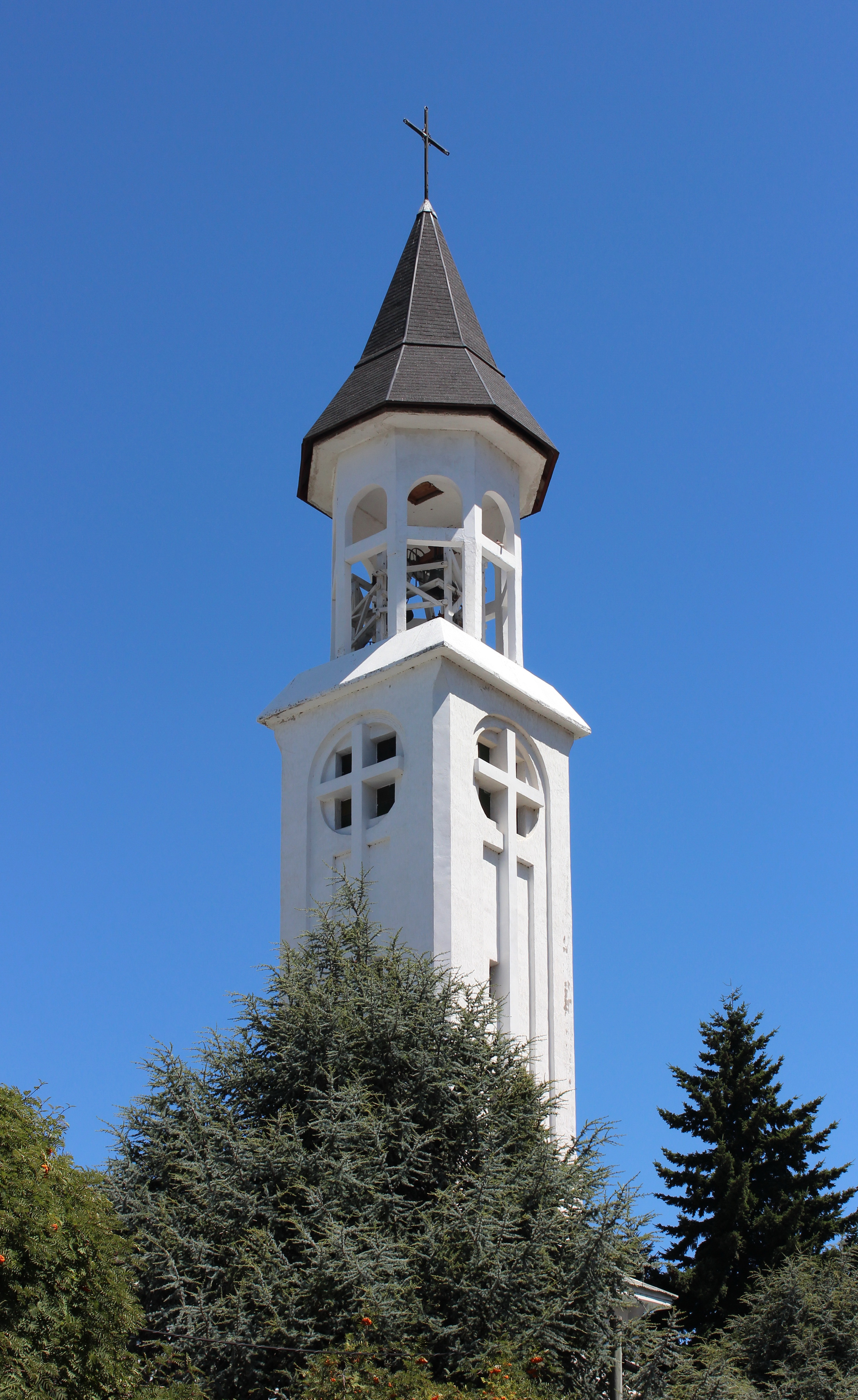
Torre de la parroquia San José

San José, el patrono de la ciudad y de los carpinteros y madereros.
| Diócesis   | Neuquén                             |
| ---------- | ----------------------------------- |
| Parroquias | San José, Nuestra Señora de la Vega |